# Castell de Rodès

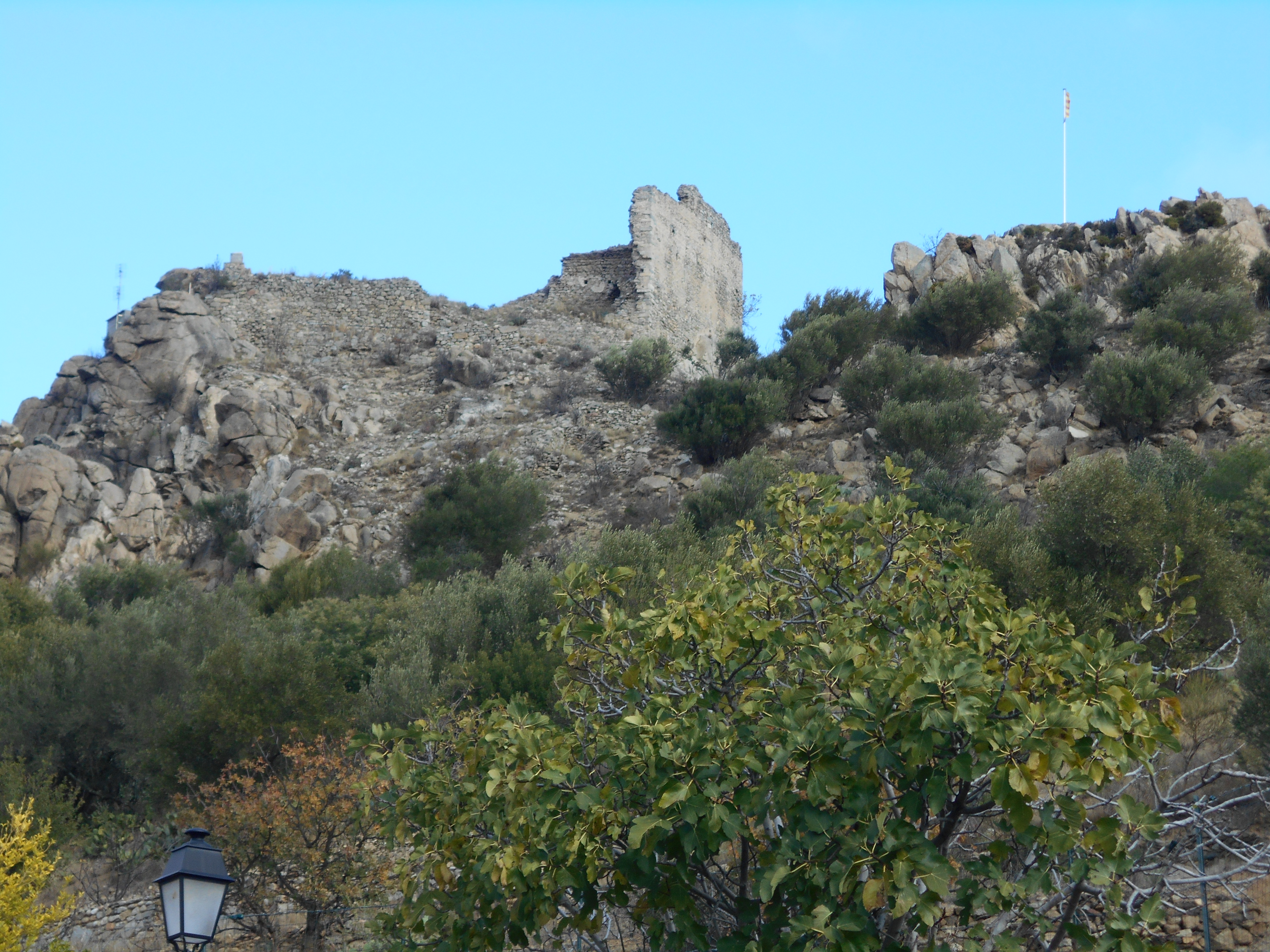
La part més sencera del castell

El castell de Rodès és una antiga fortificació medieval de la comuna de Rodès, a la comarca del Conflent (Catalunya del Nord).
És a llevant i damunt de l'actual població, dalt de la carena que es troba a llevant del poble. Hi pertanyia la capella de Sant Valentí de Rodès.

## Història

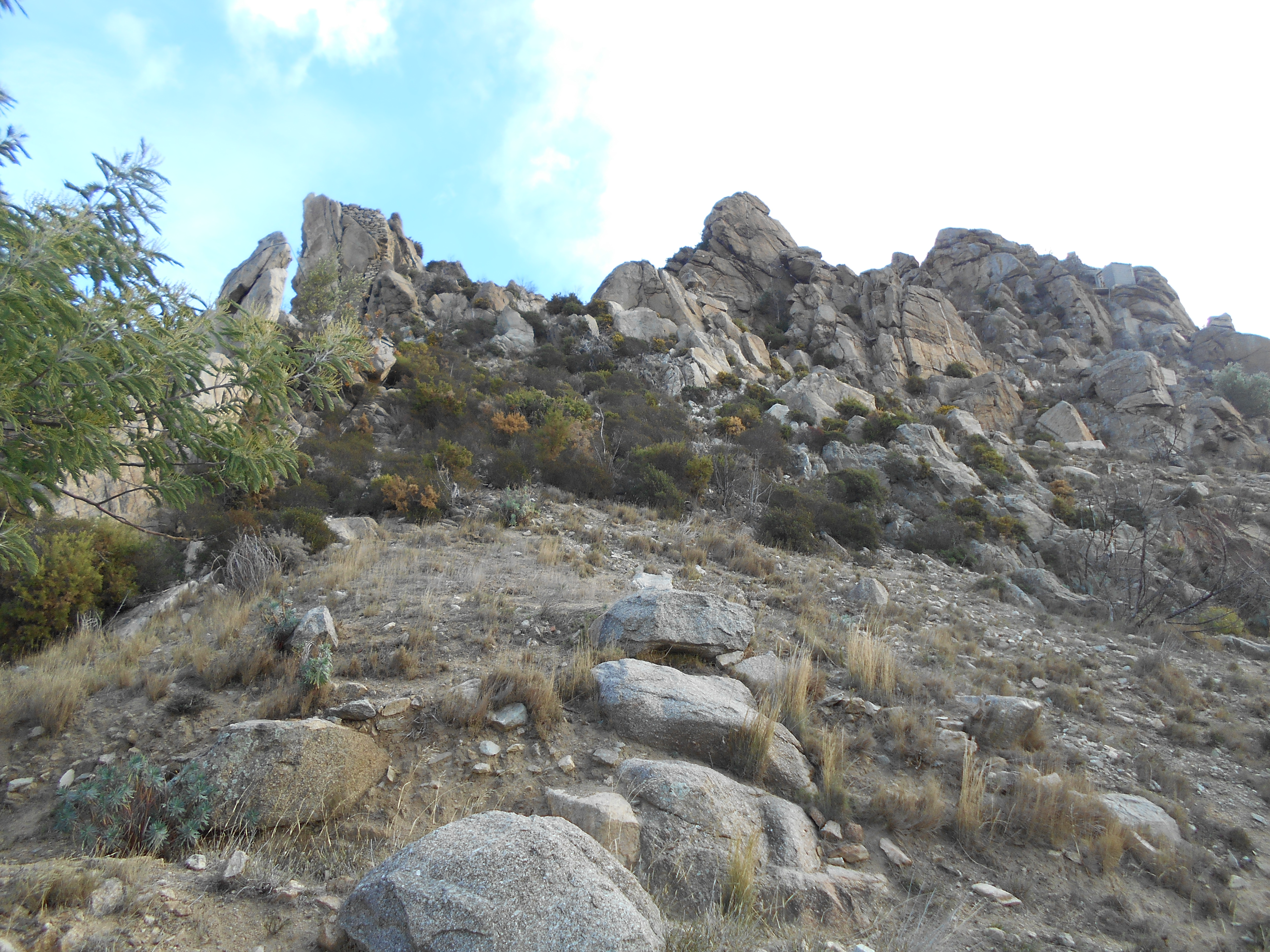
Extrem nord del castell

És esmentat per primera vegada el 1068 com a castellum Rodenis en l'acta de jurament de fidelitat i homenatge de Bernat Pere de Domanova, senyor del lloc, al comte Guillem Ramon I de Cerdanya. Poc més tard, el 1095, el mateix comte el llegà al seu fill Guillem Jordà. Segons d'altres referències, es remunta al 1080. El castell hauria contribuït al despoblament de Domanova, que era en un lloc més insegur. La posició, amb unes grans vistes i dominant la vall de la Tet, hauria estat un atot important per als senyors de Domanova, com queda dit anteriorment, al servei dels comtes de Cerdanya-Conflent.
El 1109 i el 1117 encara està documentat un altre jurament: en aquest cas és Pere Bernat de Domanova, fill de Bernat Pere, a Bernat Guillem I de Cerdanya, germà de Guillem Jordà. El 1175 és esmentat altre cop el castell, en una acta de cessió de pastures del Carlit, pertanyents a Pere de Domanova, fill de Pere Bernat, i la seva muller Ermessenda, a l'abadia de Santa Maria de Poblet. Llur filla i hereva, Cerdana de Rodès, es casava amb Guillem de Canet, i el 1225 el fill d'aquests dos darrers, també anomenat Guillem de Canet, rebia a la mort de la seva mare sense testament signat el castell de Rodès, confirmat pel comte de Rosselló i Cerdanya Nunó Sanç, després del pagament previst en els Usatges de Barcelona. Entre el 1276 i el 1311 es van donar unes disposicions de Jaume II de Mallorca en les quals confirmava a Guillem de Canet, entre d'altres, les possessions de Canet de Rosselló, Rodès i Ropidera. Poc després, entre 1311 i 1324, el mateix Guillem de Canet retia homenatge per les mateixes possessions al nou rei de Mallorques, Sanç I, coincidint amb la creació del Vescomtat de Canet. A ran de la creació del vescomtat, el rei atribuí al nou vescomte Guillem de Canet els territoris de Torrelles de la Salanca i de Juegues i, a canvi, passaren a domini reial Rodès i Ropidera, entre d'altres territoris. Des d'aleshores, Rodès passà a ser regit en nom del rei per un castlà amb títol de batlle.
El 1359 Pere III nomenà batlle de Rodès Ramon de Perellós, en lloc de Pere de Millars, que se n'anava a Sardenya, i onze anys més tard li concedia la batllia a perpetuïtat de forma hereditària. D'aquesta mateixa època data l'emmurallament de la població de Rodès; fragments d'aquesta muralla es poden veure encara en diversos indrets del poble. El més rellevant és l'anomenat Portal del Castell. A l'inventari del 1369 el de Rodès és esmentat com a castell reial; el 1376 Ramon de Perellós fou nomenat governador general dels comtats de Rosselló i Cerdanya, per la qual cosa fou autoritzat a nomenar un lloctinent seu com a castlà i batlle de Rodès. Tanmateix, la mort de Ramon de Perellós provocà que els títols passessin a mans de la seva vídua, cosa que en aquell moment no era permès a una dona. Fou per això que el rei Joan I recomprà de primer les castlanies de Rodès i Ropidera i les tornà a vendre el 1393, enmig del desordre financer d'aquell regnat, al cosí de Ramon de Perellós, amb el mateix nom (fet que de vegades crea confusió entre els dos vescomtes), segon vescomte de Rueda i primer vescomte de Perellós i autor del Viatge al Purgatori.
Rodès restà nominalment en mans de la família Perellós, però el 1419-1420 els comissaris reials adquiriren el castell a la comunitat d'habitants del lloc, als quals els havia estat empenyorat per Francesc II de Perellós i de Rocabertí i el vengueren a Antoni Viader, burgès de Vilafranca de Conflent. Més endavant passaria a mans de la família Andreu (Francesc Andreu, burgès de Perpinyà, nebot de Viader), i encara més tard a Galceran de Vilardell, el 1504. Francesc de Perapertusa (mort el 1552/54) comprà el 1543 les senyories de Rodès i Ropidera als Vilardell, i les incorporà al patrimoni dels Perapertusa, barons de Jóc, un llinatge que s'extingí el segle xvii. La darrera ocupació del castell s'atribueix al mateix segle: el 10 de desembre del 1652 les tropes franceses atacaren el castell, i el batlle de la vila s'hi distingí en la defensa. A partir de començaments del segle xv el castell havia perdut bona part del seu valor estratègic, en deixar de ser fronterer entre comtats.

## L'edifici
El castell ocupa una plataforma irregular al cim d'un serrat inaccessible, o de molt mal accés, per quasi tots els seus costats. Als costats nord i nord-oest el protegeix un penya-segat damunt de la Tet. Al sud-oest i sud, un fort coster damunt del poble de Rodès també en dificultava molt l'accés. Només a l'est, lloc per on té continuïtat el serrat al cim del qual es troba el castell, hi ha un accés una mica més còmode; precisament en aquell costat es va obrir un fossat per tal de protegir-ne l'entrada.

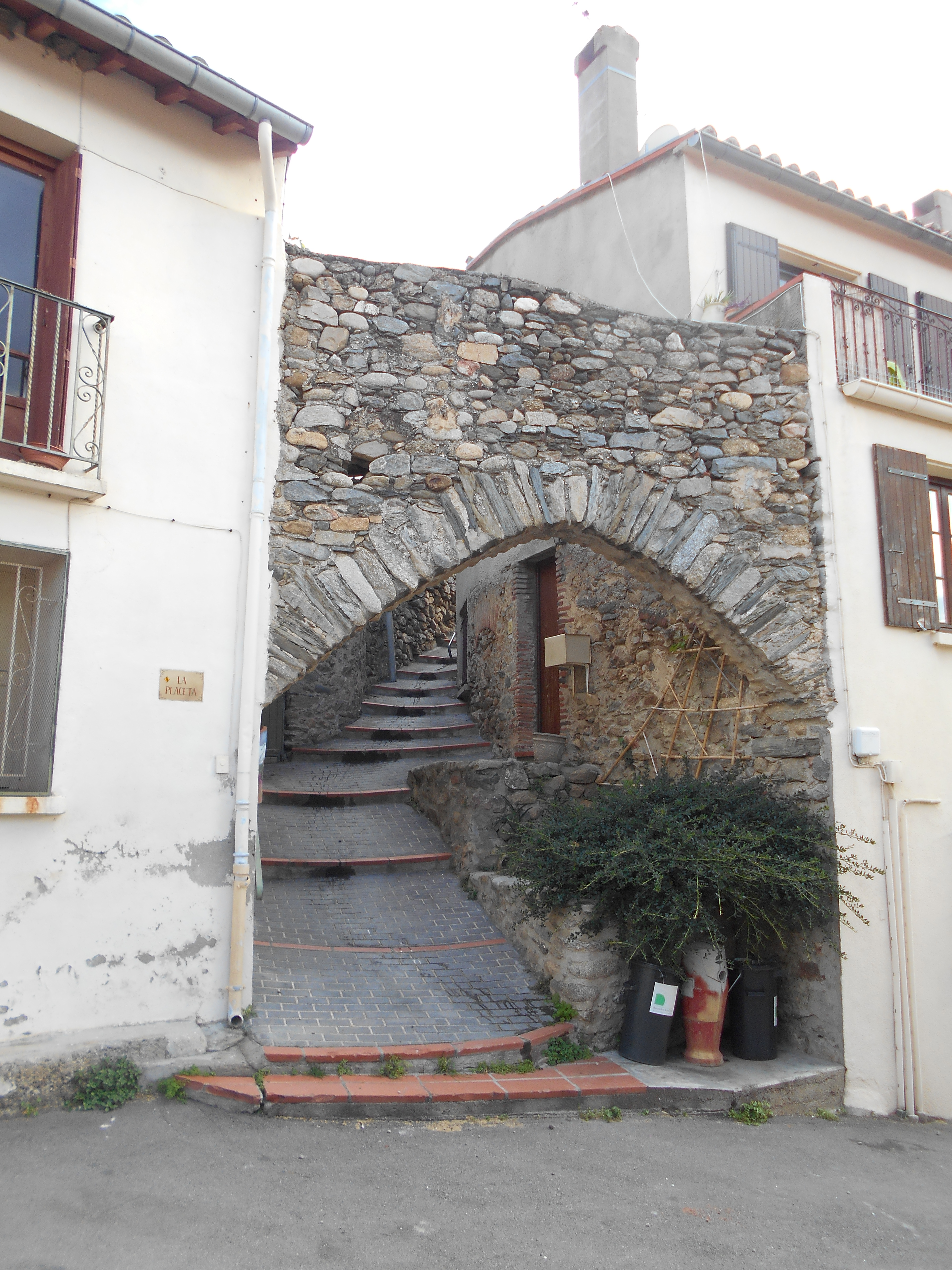
El Portal del Castell, al poble

La part bàsica del castell és del segle xi, amb algunes modificacions posteriors. Les ruïnes estan bastant desfetes, però permeten d'afigurar-se la planta original, en forma de pentàgon irregular: el traçat del perímetre exterior és força sencer al nord i a l'est, mentre que al sud i a l'oest, els murs, desfets, estan trossejats esparsos pel coster de dessota del castell. L'accés es devia fer a la zona sud-est, una de les més esmicolades, tot i que al costat nord hi ha una poterna. La capella de Sant Valentí de Rodès, citada el 1350, i que fou durant un període església parroquial del poble, és a prop d'on devia haver-hi el portal d'entrada al recinte. En el mateix poble hi ha el Portal del Castell, d'on arrencava el camí de pujada al castell i a la capella.
La cortina de llevant, damunt del profund fossat, és una de les que es mantenen més dempeus. Conserva una alçària de més de 10 metres, i tota l'amplària original. Hi ha fins a una desena d'estretes espitlleres, a més d'una finestreta en forma de creu grega corresponent a la capella, distribuïdes en tres nivells diferents. Aquesta mateixa paret conserva, al capdamunt, restes dels merlets que coronaven el mur. El llenç meridional de la fortificació és el més destruït, i el material que el formava és dispers, esmicolat, coster avall, en direcció al poble. El costat oest conserva un petit tram d'uns 2,5 metres de llenç de muralla, amb la portella abans esmentada a la zona nord-oest, portella que s'obre damunt del penya-segat que dona al riu. El costat nord conserva també un bon tros de muralla, amb espitlleres, però que no assoleix l'alçada del mur de llevant.
L'interior del castell és un munt d'enderrocs, però les excavacions dels anys 1979 i 1981 permeteren descobrir diverses sales amb sostre de volta estructurades a l'entorn d'un pati central. Hi ha vestigis, perfectament identificables, d'una gran sala i de la capella, a més d'altres petites estances. La cisterna, amb el seu revestiment impermeabilitzant de color rosat, és perfectament distingible.